# Valencia Street Circuit
Der Valencia Street Circuit war eine temporäre Motorsport-Rennstrecke im Hafengebiet der spanischen Provinzhauptstadt Valencia. Auf dem Stadtkurs fand von 2008 bis 2012 der Große Preis von Europa der Formel 1 statt.

## Geschichte
Obwohl es mit dem Circuit Ricardo Tormo im rund 20 km entfernten Vorort Cheste bereits eine Rennstrecke gibt – die vorwiegend für Motorradrennen und zu Wintertestfahrten der Formel 1 genutzt wird –, wurde am 1. Juni 2007 ein Vertrag zwischen Bernie Ecclestone und der Valmor Sport Group abgeschlossen, der für sieben Jahre gültig sein sollte und ein Rennen durch das Hafengebiet Valencias vorsah. Mit dem Umbau der Rennstrecke wurde im Oktober 2007 begonnen. Nach einer achtmonatigen Bauzeit waren die Bauarbeiten im Juni 2008 abgeschlossen. Da die Verkehrsinfrastruktur rund um das Hafengelände für den 32. America’s Cup im Jahr 2007 bereits ausgebaut wurde, musste lediglich Platz für die temporären Tribünen geschaffen werden.

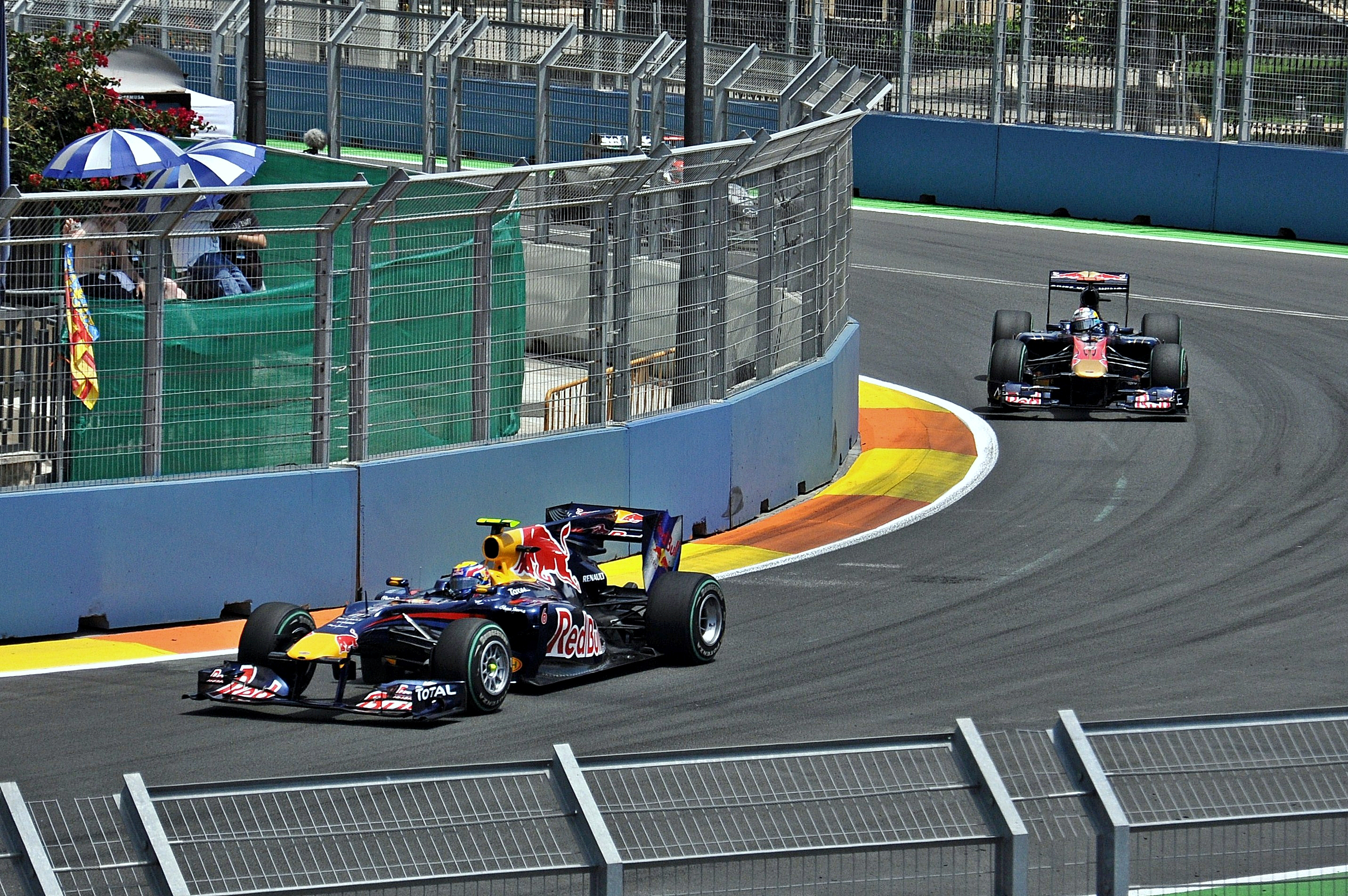
Mark Webber und Sébastien Buemi beim Großen Preis von Europa 2010

Der offizielle Streckenverlauf wurde am 19. Juli 2007 vom Verkehrsminister Valencias vorgestellt. Die Strecke ist 5,419 km lang und hat insgesamt 25 Kurven – 11 Rechts- und 14 Linkskurven. Errechnet wurde eine Höchstgeschwindigkeit von knapp über 320 km/h, eine Durchschnittsgeschwindigkeit von rund 200 km/h (zum Vergleich: der Schnitt in Monaco liegt bei knapp 160 km/h) und eine Rundenzeit von zirka 1:37 Minuten.
Bereits im Juli 2008 fand ein Testevent auf dem neuen Kurs statt. Dabei fuhren die spanische Formel 3 und die International GT Open auf der Strecke. Das Event wurde als Test der Abläufe bei einem Event und zur Überprüfung der Sicherheit der Strecke genutzt. Nach Aussagen der Veranstalter verlief der Test erfolgreich. Die FIA erteilte dem Kurs daraufhin die Freigabe.
Seit 2013 werden in Valencia keine Formel-1-Rennen mehr ausgetragen. „Wir können die Veranstaltung von Autorennen der Formel 1 nicht aufrechterhalten, weil wir bei der Verwendung staatlicher Gelder andere Prioritäten haben“ sagte Alberto Fabra, Chef der Regionalregierung. Der Vorschlag eines jährlichen Wechsels zwischen Valencia und Barcelona als Ausrichter des Großen Preises von Spanien scheiterte laut Fabra am Einspruch der Regierung in Katalonien. Formel-1-Chef Bernie Ecclestone verzichtete in Verhandlungen mit der Regierung auf eine Strafe in Höhe von 54 Millionen Euro, die bei einem vorzeitigen Vertragsausstieg eigentlich fällig waren. Allerdings hatte Valencia bestimmte Materialien, die zur Herrichtung des Rennkurses verwendet wurden, an die WM-Veranstalter abzutreten.

## Statistik

### Alle Sieger von Formel-1-Rennen in Valencia
| Nr. | Jahr | Fahrer             | Konstrukteur | Motor    | Reifen | Zeit          | Streckenlänge | Runden | Ø-Tempo      | Datum      | GP von |
| --- | ---- | ------------------ | ------------ | -------- | ------ | ------------- | ------------- | ------ | ------------ | ---------- | ------ |
| 1   | 2008 | Felipe Massa       | Ferrari      | Ferrari  | B      | 1:35:32,339 h | 5,419 km      | 57     | 194,735 km/h | 24. August | Europa |
| 2   | 2009 | Rubens Barrichello | Brawn        | Mercedes | B      | 1:35:51,289 h | 5,419 km      | 57     | 194,094 km/h | 23. August | Europa |
| 3   | 2010 | Sebastian Vettel   | Red Bull     | Renault  | B      | 1:40:29,571 h | 5,419 km      | 57     | 184,421 km/h | 27. Juni   | Europa |
| 4   | 2011 | Sebastian Vettel   | Red Bull     | Renault  | P      | 1:39:36,169 h | 5,419 km      | 57     | 185,981 km/h | 26. Juni   | Europa |
| 5   | 2012 | Fernando Alonso    | Ferrari      | Ferrari  | P      | 1:44:16.649 h | 5,419 km      | 57     | 177,728 km/h | 24. Juni   | Europa |

Rekordsieger Fahrer: Sebastian Vettel (2)
Rekordsieger Fahrernationen: Brasilien, Deutschland (je 2)
Rekordsieger Konstrukteure: Ferrari, Red Bull (je 2)
Rekordsieger Motorenhersteller: Ferrari, Renault (je 2)
Rekordsieger Reifenhersteller: Bridgestone (3)